# Registeraccountant
Een registeraccountant (RA) is in Nederland een accountant die als zodanig staat ingeschreven in het accountantsregister van de Koninklijke Nederlandse Beroepsorganisatie van Accountants (NBA).
Deze inschrijving geeft de registeraccountant de wettelijke bevoegdheid om een verklaring (controleverklaring) af te geven over de getrouwheid van een jaarrekening. In Nederland is registeraccountant een beschermd beroep. De RA-titel is een beroepsaanduiding en wordt niet vóór de naam van de persoon geschreven, maar erachter. De registeraccountant is vergelijkbaar met de bedrijfsrevisor in België.

## Opleiding
De opleiding tot registeraccountant kent zowel een theorie- als een praktijkdeel. Het theoriegedeelte duurt afhankelijk van de vooropleiding 2,5 tot 7,5 jaar en vindt in deeltijd plaats, doorgaans op vrijdag. Toegang tot de opleiding staat open voor zowel afgestudeerde (bedrijfs)economen, maar ook in de praktijk werkzame personen met alleen een vwo-diploma worden toegelaten tot de opleiding. In dat geval studeert de kandidaat als tussenstap voor de titel Bachelor of Science in Accounting.
De praktijkstage beslaat drie jaar en bestaat uit het schrijven van een jaarplan (elk jaar) en een semesterverslag (elk half jaar) waarin de verkregen vaardigheden en een dilemma uit de praktijk worden omschreven.

### Niveau van de opleiding
De registeraccountant is universitair opgeleid in de (toegepaste) economie.

## Engelse benamingen
De Angelsaksische titels Certified Public Accountant of Chartered Accountant komen overeen met de Nederlandse registeraccountants-titel zoals vermeld in de lijst van de International Federation of Accountants (IFAC).

## Wettelijke eisen
Registeraccountants zijn gebonden aan strenge wettelijke eisen met betrekking tot de uitvoering van hun vak. Daarnaast kent de NBA een gedragscode, de Verordening gedrags- en beroepsregels accountants (Vgba) genoemd, die de fundamentele beginselen omschrijven (zie ook onderstaand). Na invoering van de Sarbanes-Oxley-wetgeving in de Verenigde Staten zien registeraccountants die voor aan de Amerikaanse beursgenoteerde bedrijven werken, zichzelf met nog meer regels geconfronteerd.
Per 1 januari 2007 zijn de COS (Controle- en overige standaarden) van toepassing geworden. Daarmee zijn de RAC's (Richtlijnen Accountantscontrole) komen te vervallen. De COS werd in de loop van 2007 omgezet in de Nadere voorschriften COS.
Nieuw is de zogeheten "accountant in business", een accountant in een niet-accountantsfunctie, doorgaans in het bedrijfsleven, die aan minder eisen op het gebied van permanente educatie hoeft te voldoen. Hij is niet (meer) bevoegd wettelijke controles uit te voeren. Een accountant in business kan zowel een RA als een AA zijn. Fundamentele beginselen waaraan iedere accountant echter behoort te voldoen, zijn: professionaliteit (ook privé), integriteit, objectiviteit, deskundigheid en zorgvuldigheid en vertrouwelijkheid.
Met betrekking tot het toezicht is de 'Wta' (Wet toezicht accountantsorganisaties) ingevoerd. Accountantsorganisaties die wettelijke controles willen uitvoeren bij Organisaties van Openbaar Belang (OOB’s), dat zijn beursgenoteerde bedrijven, banken en verzekeraars, moeten een speciale vergunning aanvragen bij de Autoriteit Financiële Markten (AFM). De eisen om een vergunning te krijgen zijn vrij hoog en het aantal aanvragen is dan ook beperkt vergeleken bij het totaal aantal accountantskantoren. Met name op het gebied van de interne organisatie en kwaliteitsbeheersing binnen het kantoor zijn voorschriften gedefinieerd.